# Jägerhaus (Konradsreuth)
Jägerhaus ist ein Gemeindeteil der Gemeinde Konradsreuth im Landkreis Hof (Oberfranken, Bayern). Jägerhaus liegt in der Gemarkung Föhrenreuth.

## Geografie
Bei der Einöde entspringt der Göstrabach, ein linker Zufluss der Sächsischen Saale. Ein Anliegerweg führt 400 Meter östlich nach Föhrenreuth.

## Geschichte
Jägerhaus gehörte ursprünglich zur Hospitalstiftung Hof. Von 1797 bis 1810 unterstand Jägerhaus dem Justiz- und Kammeramt Hof. Infolge des Ersten Gemeindeedikts wurde Jägerhaus dem 1812 gebildeten Steuerdistrikt Konradsreuth und der zugleich entstandenen Ruralgemeinde Föhrenreuth zugewiesen. Im Zuge der Gebietsreform in Bayern wurde Jägerhaus am 1. Januar 1972 nach Konradsreuth eingemeindet.

### Baudenkmäler
Ein Baudenkmal ist das eigentliche Jägerhaus. Es handelt sich um ein Wohnstallhaus mit Halbwalmdach. Die Bruchsteine sind verputzt. Das Erdgeschoss hat eine durchgängig gewölbte Decke. Die Fachwerkscheune ist verbrettert. Die Anlage stammt aus dem zweiten Viertel des 19. Jahrhunderts, der Stall entstand nach 1852.

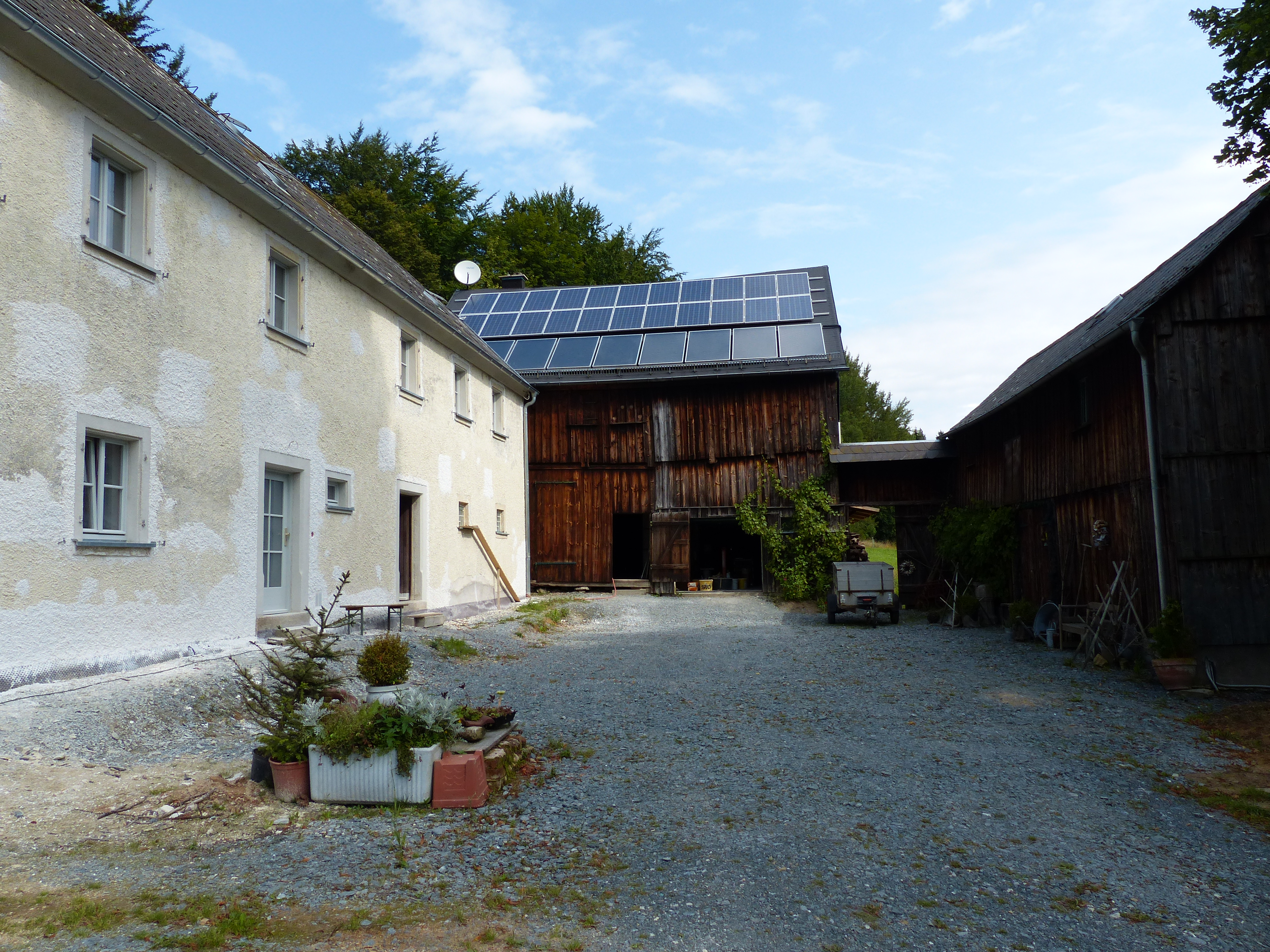
Innenhof
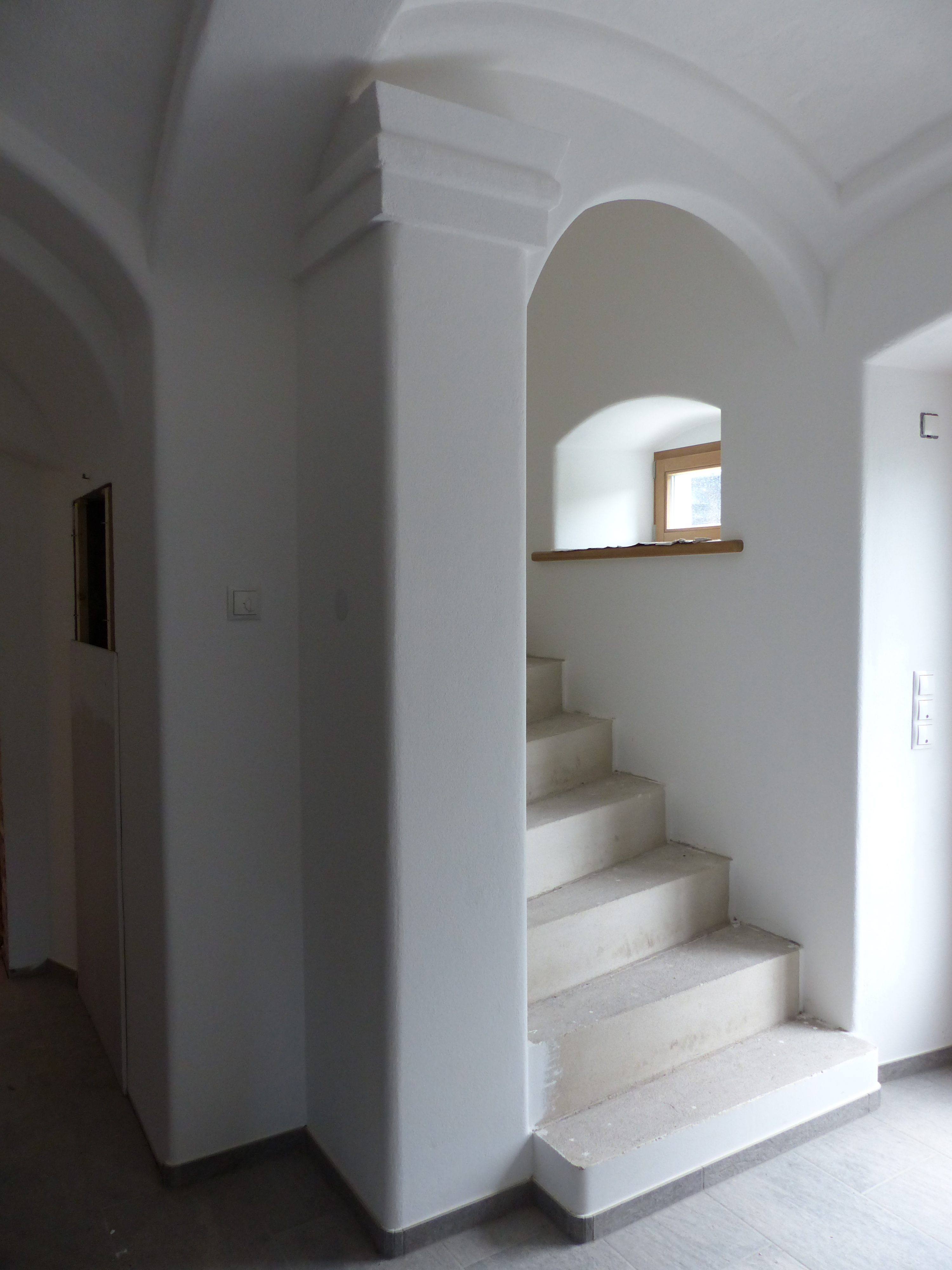
Treppenaufgang
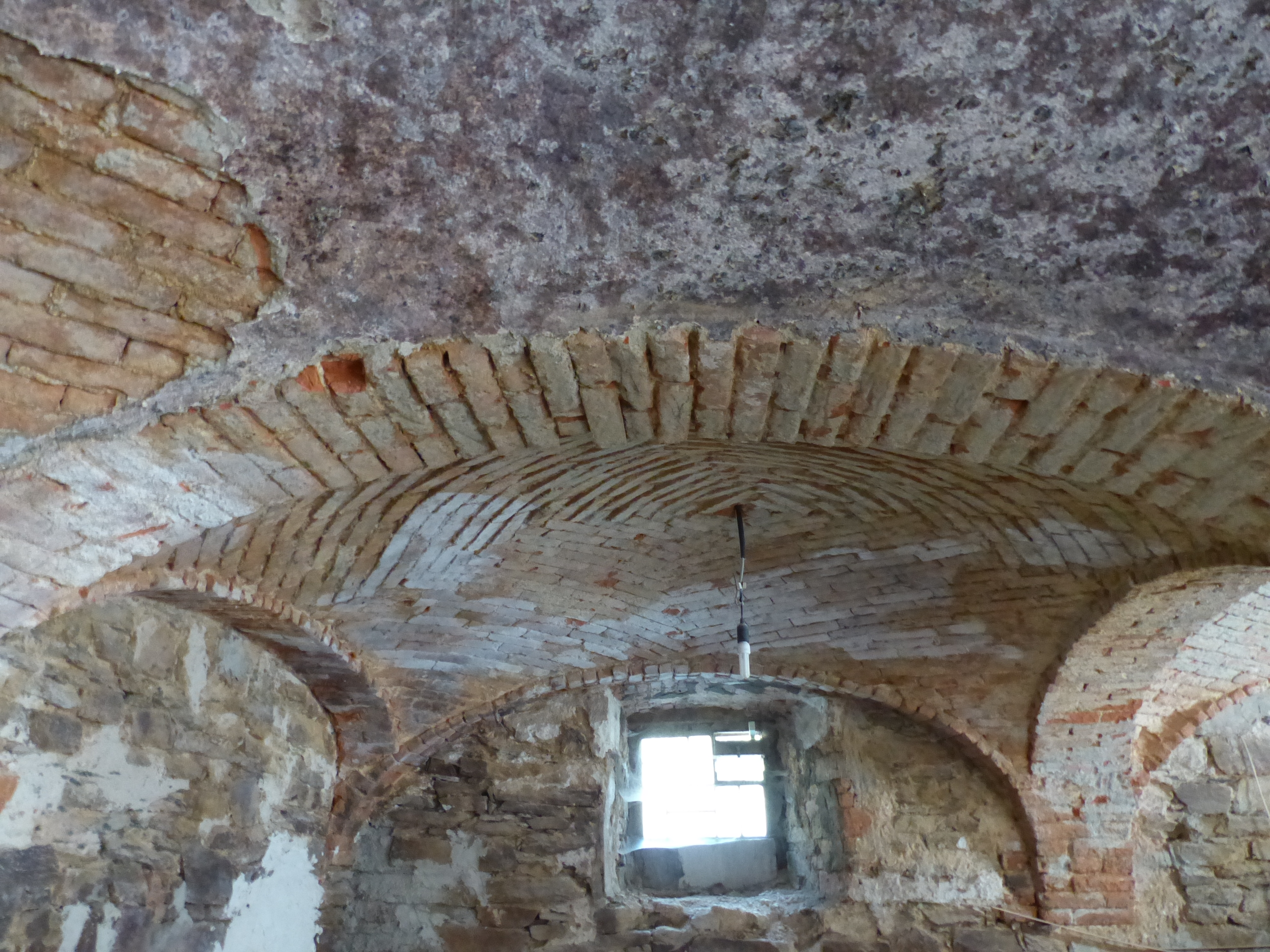
Mauerwerk der Deckenwölbung

### Einwohnerentwicklung
| Jahr      | 001819 | 001861 | 001871 | 001885 | 001900 | 001925 | 001950 | 001961 | 001970 | 001987 |
| Einwohner | *      | 4      | 6      | 6      | 6      | 7      | 8      | 4      | 2      | 6      |
| Häuser    |        |        |        | 1      | 1      | 1      | 1      | 1      |        | 1      |
| Quelle    | [ 6 ]  | [ 10 ] | [ 11 ] | [ 12 ] | [ 13 ] | [ 14 ] | [ 15 ] | [ 16 ] | [ 17 ] | [ 1 ]  |

## Religion
Jägerhaus ist seit der Reformation evangelisch-lutherisch geprägt und war ursprünglich nach Selbitz gepfarrt. Seit Ende des 18. Jahrhunderts ist die Pfarrei Leupoldsgrün zuständig.